# Morris Isis
Le nom Morris Isis est brièvement employé par le constructeur britannique Morris pour désigner un modèle à moteur six cylindres produit entre 1929 et 1931. Cette dénomination fut ressuscitée par la British Motor Corporation durant les années 1950 afin d’affubler une nouvelle automobile intermédiaire, également pourvue d’une mécanique à six cylindres, destinée à supplanter la Morris Six MS.
Le nom fut abandonné en 1958

## Morris Isis (1929-1935) et Twenty Five (1933-1935)
L’Isis, présentée au public en juillet 1929, constituait une version révisée de la Morris Six JA de 1927. Elle conservait de son aînée le propulseur de 2,5 litres (2 468 cm³ exactement) et la boîte de vitesses à trois rapports. Son châssis, en revanche, était intégralement nouveau. Sa carrosserie en acier, au style résolument américain, ne surprenait pas, étant donné que les matrices de pressage, fabriquées par la société Budd pour la coentreprise Morris-Budd dénommée Pressed Steel Company, étaient communes à certains modèles Dodge. William Morris avait fort bien perçu le potentiel des carrosseries en acier embouti et fut l’artisan de leur introduction en Europe via cette société Pressed Steel, établie en coentreprise avec Budd à proximité immédiate de son usine de Cowley.
Cette Morris constitua la première occurrence au sein de la marque d’un système de freinage hydraulique. Parallèlement, la chromature supplanta définitivement la nickelure auparavant en usage pour l’ornementation des éléments de carrosserie.
Le véhicule était susceptible d'atteindre une célérité supérieure à 105 km/h, tandis que sa frugalité énergétique était évaluée à 10,1L/100 km.
|  |  |

### Lifting du visage

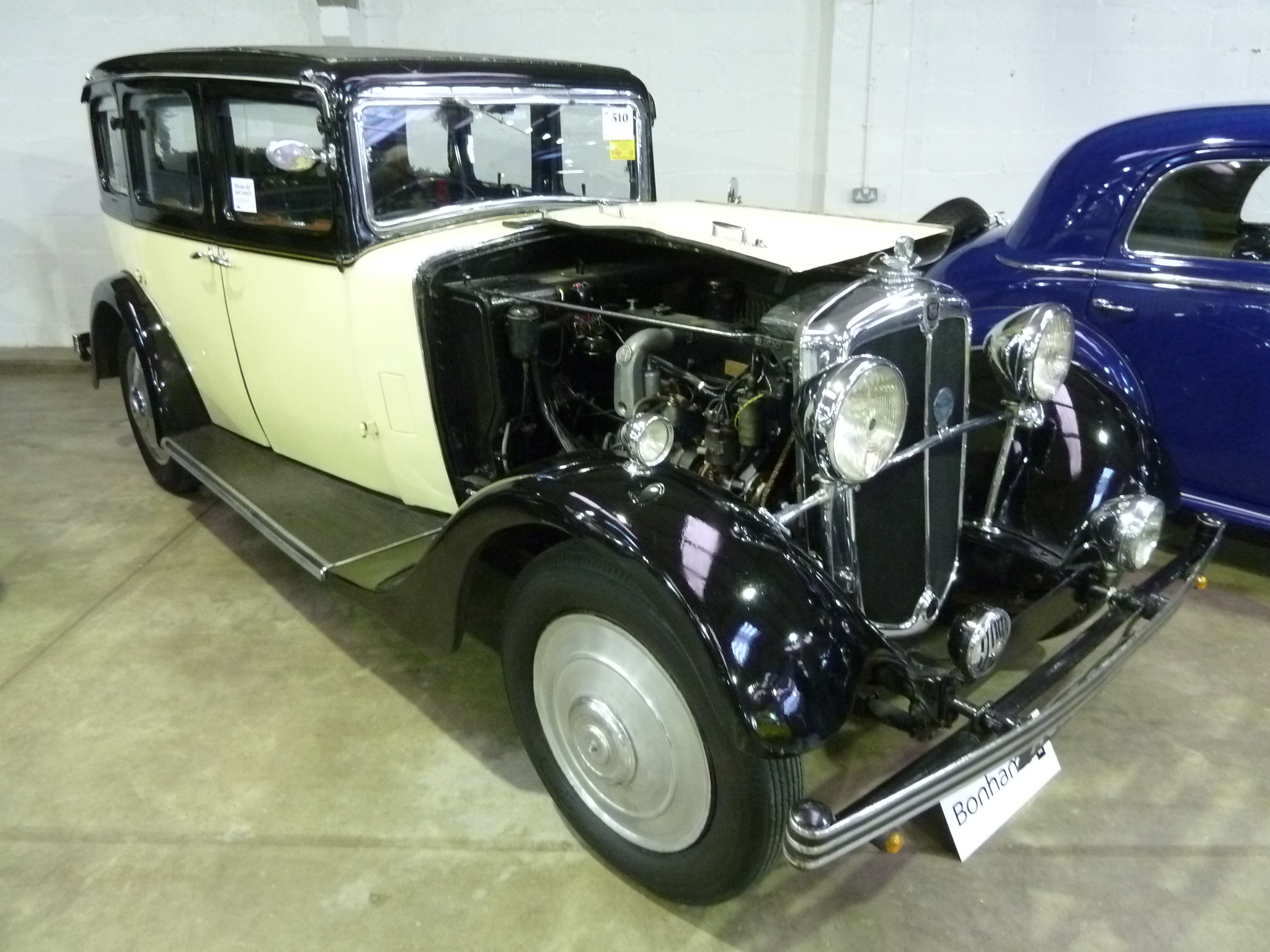
Isis saloon immatriculé en juillet 1934

Après une production s’élevant à 3 939 unités, l’Isis originelle fit l’objet d’un restylage officialisé le 1er septembre 1932. À la suite de la dissolution judiciaire de la coentreprise liant William Morris et Edward G. Budd, sa carrosserie tout acier fut abandonnée au profit d’une structure ancestrale à ossature de bois. D’un point de vue mécanique, l’automobile demeurait similaire, mais sa boîte de vitesses bénéficia d’une synchronisation et fut pourvue d’une quatrième marche, dénommée « Twin-Top ». Le châssis fut consolidé par des renforts transversaux supplémentaires dès 1934. Certains exemplaires reçurent un embrayage automatique et un dispositif de roue libre. La production de cette nouvelle mouture, incluant les déclinaisons « Twenty-Five », atteignit 3 467 véhicules.

### Morris Twenty-Five
Élaborée en version de luxe, la Morris Twenty-Five fut présentée en primeur le 12 octobre 1932, à l'occasion du Salon de l'automobile de Londres. Elle se distinguait par son empattement et ses carrosseries aux dimensions plus généreuses, ainsi que par son propulseur de 1,8 litre (1 802 cm³) développant une puissance fiscale de 12 CV. Ce modèle fut supplanté en juillet 1935 par une nouvelle mouture du Twenty-Five, laquelle devint le fleuron de la gamme Morris Big Six Série II. Cette substitution s'accompagna, en août 1938 et à l'instar du reste de la production de la marque, de l'adoption d'un moteur à soupapes en tête pour la Series III.

## Isis Series I (1955-1956)
L’Isis Series I fut commercialisée à compter de mars 1955, se substituant ainsi à la Morris Six MS. Elle recevait une mécanique à six cylindres, le bloc de 2,6 litres (2 639 cm³) dénommé « Série C », initialement conçu pour l’Austin Westminster. Toutefois, à la différence de ce dernier véhicule, l’Isis n’était pourvue que d’un unique carburateur SU. La transmission était assurée par une boîte de vitesses manuelle à quatre rapports, assortie d’une commande au volant, et pouvait être complétée en option par un surmultiplicateur de marque Borg-Warner.
L’automobile dérivait substantiellement de la Morris Oxford Series II à moteur quatre cylindres, dont elle reprenait la caisse quasi monocoque et la suspension avant à barres de torsion. L’empattement et l’avant furent allongés afin de loger un propulseur six cylindres en ligne de plus forte cylindrée. Une version break à deux portes, au style « woody », figurait également au catalogue. Dotée de cette mécanique, l’Isis était apte à atteindre la vitesse de 145 km/h.
À l’inverse de son homologue, l’Austin Westminster, laquelle connut une fortune relative face aux productions hexacylindriques de Ford et Vauxhall, la commercialisation de ce modèle s’avéra des plus modestes, avec à peine 8 541 unités écoulées.

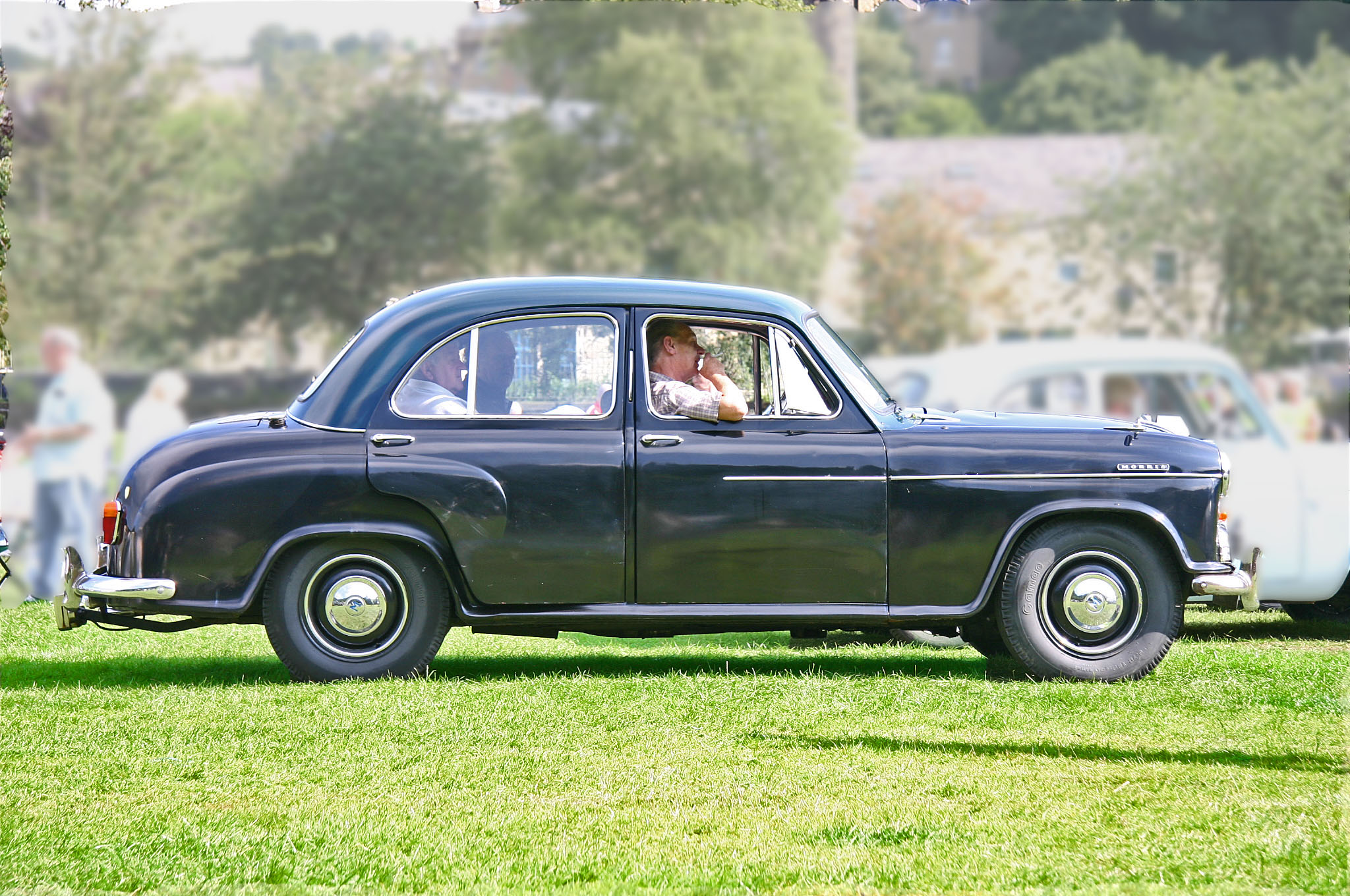
Morris Isis Série I
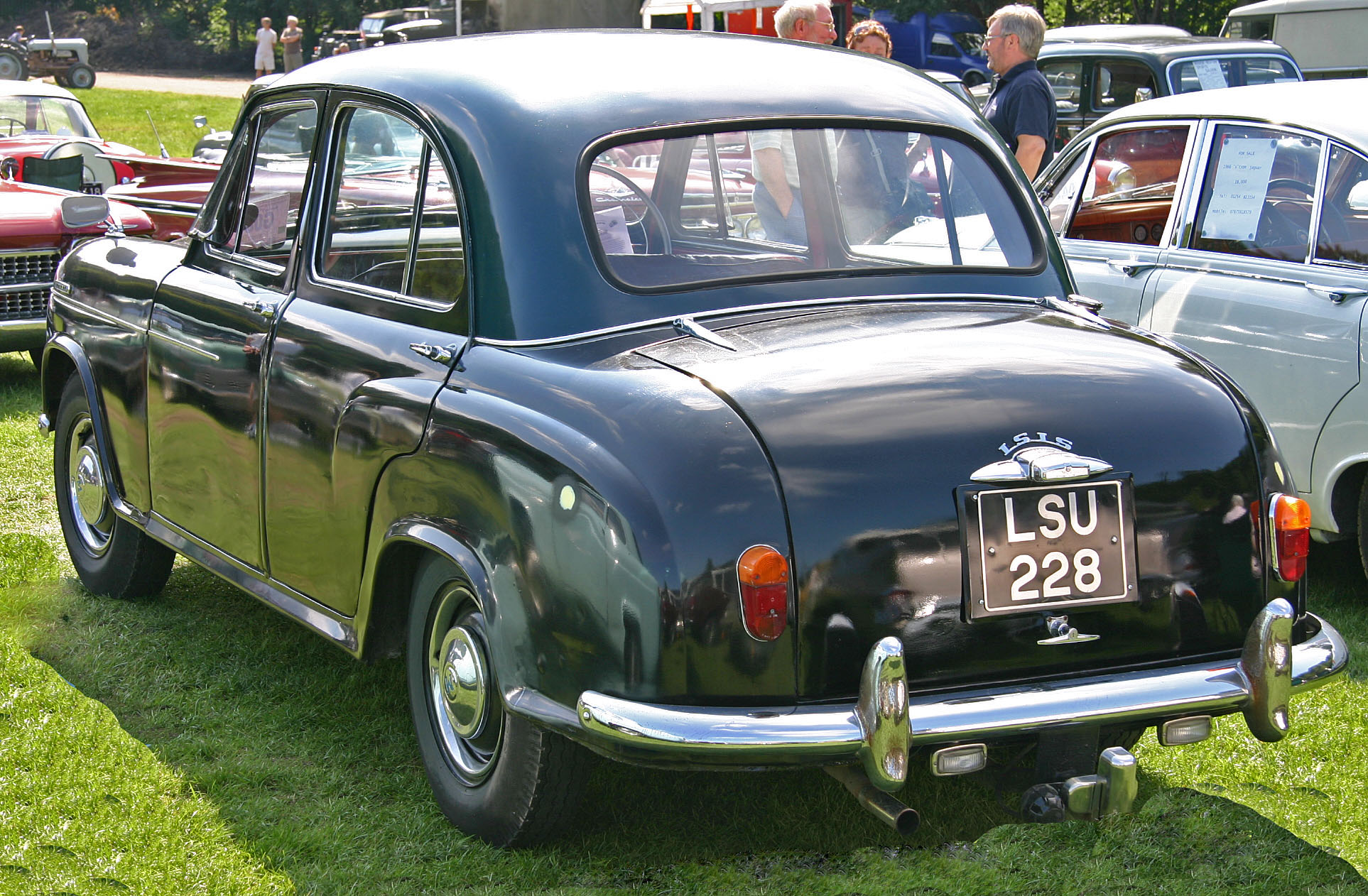
Morris Isis Série I

## Isis Series II (1956–58)
La Morris Isis Series II était dérivée de la plateforme mécanique de la Morris Oxford Series III, mais s’en distinguait par un empattement accru de 102 mm afin d’améliorer l’habitabilité. Sa silhouette se singularisait par une carrosserie spécifique, dotée d’ailes avant et d’un capot redessinés et rehaussés pour loger sa mécanique de plus forte cylindrée : un moteur six cylindres en ligne de 2,6 litres.
Conformément aux évolutions apportées à la gamme Oxford de sa société-mère, la BMC procéda en 1956 à un restylage de l’Isis, lui conférant une esthétique actualisée. Cette modernisation se matérialisa par une calandre à maillage plus ouvragé, des moulures latérales chromées et de modestes ailerons. La puissance du propulseur fut accrue pour atteindre 90 ch (67 kW). Une transmission automatique fut introduite en option. Pour sa part, la version à changement manuel de vitesses conservait une boîte à quatre rapports, actionnée par un levier court situé à dextre de la banquette avant, le levier du frein à main étant placé immédiatement en arrière de celui-ci. Les écoulements demeurèrent confidentiels, conduisant à l’interruption de la commercialisation de ce modèle dès 1958.
Une berline de luxe, dotée d’un dispositif d’overdrive et expertisée par la publication britannique The Motor en 1956, affichait une vitesse maximale de 145 km/h. Son accélération de 0 à 97 km/h était accomplie en 17,6 secondes. Sa voracité en carburant se chiffrait à 10,8 L/100 km. Le montant de l’automobile soumise à l’essai s’élevait à 1 025 livres sterling, toutes taxes comprises, la transmission overdrive constituant un supplément de 63 livres.
Il existait pareillement une déclinaison Traveller, dont la silhouette arrière s’apparentait à celle du break Morris Oxford. La roue de secours de l’Isis Traveller était logée, selon les configurations, dans le coffre arrière. Toutefois, lorsque cet espace était requis pour accueillir un passager supplémentaire — le plancher inférieur étant pourvu d’une section rembourrée permettant à l’occupant de se tenir en position dorsale —, la roue était alors fixée extérieurement, sur le flanc droit de la carrosserie, à l’arrière du véhicule. Cette disposition autorisait ainsi la présence de deux adultes sur la banquette avant, à côté du conducteur, de trois sur la banquette arrière centrale, et d’un ultime occupant à l’extrémité du compartiment.

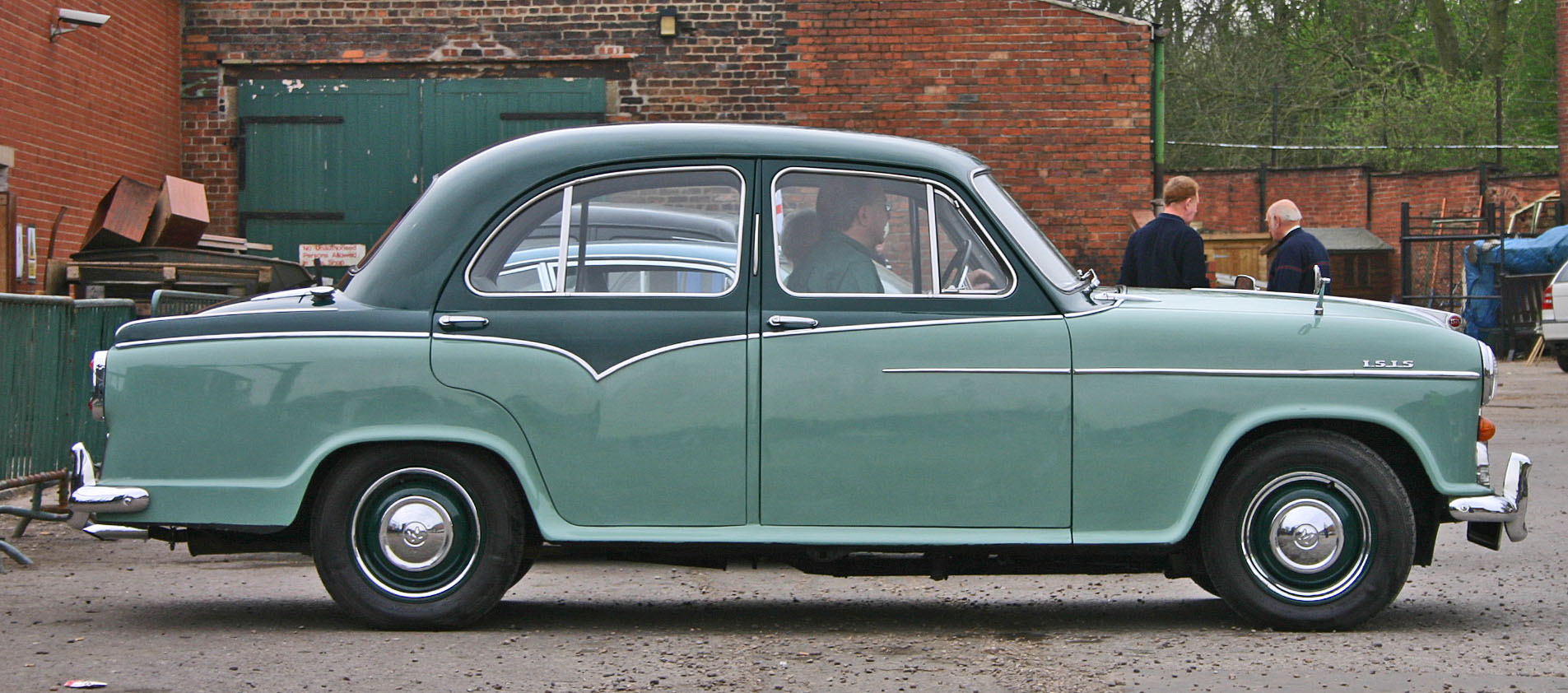
Morris Isis Série II
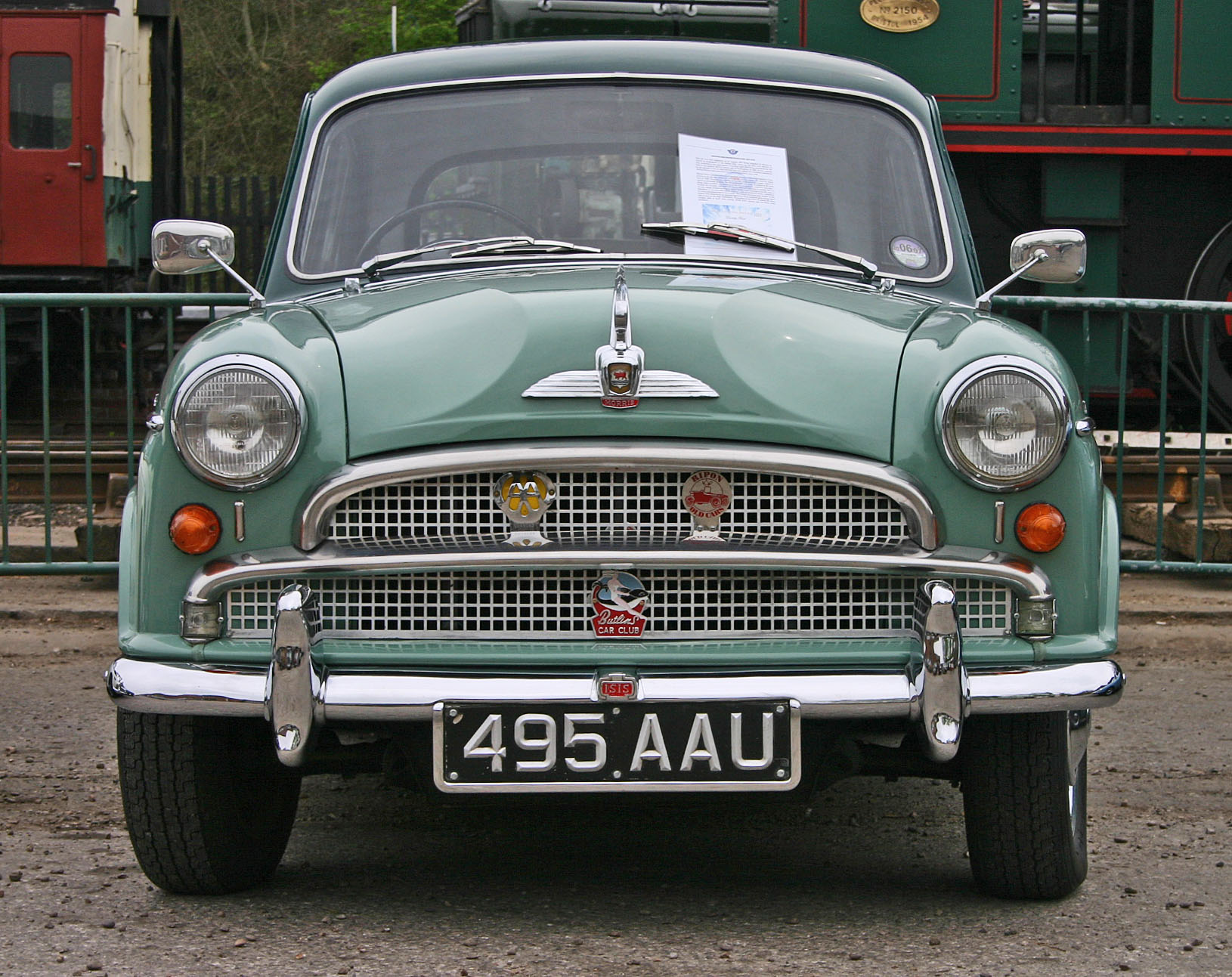
Morris Isis Série II
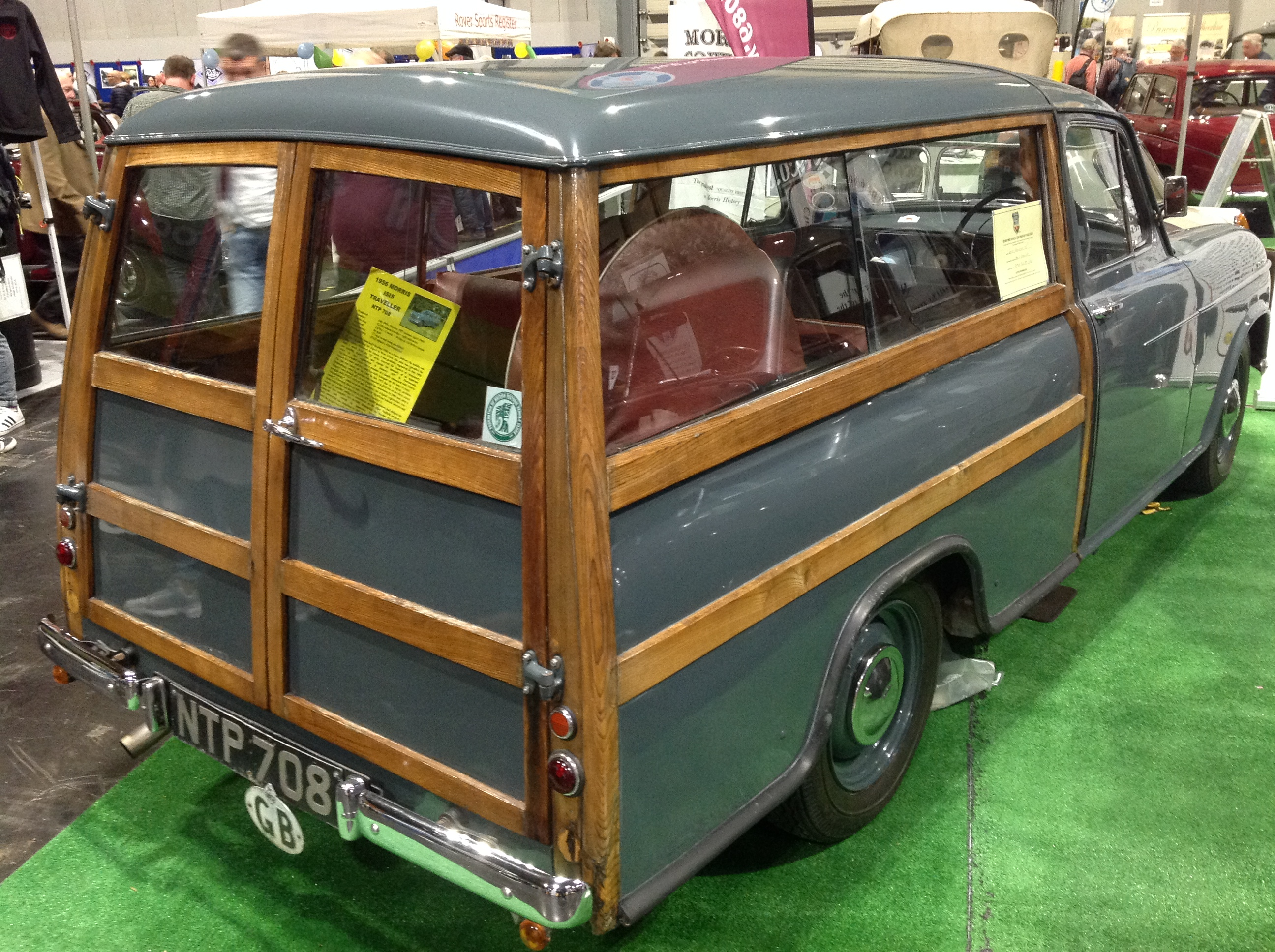
Morris Isis Série II Traveller